# Johannes Golla
Johannes Golla (Wiesbaden, 5 de novembro de 1997) é um jogador de handebol alemão.

## Carreira

### Carreira nos clubes
Johannes Golla cresceu em Erbach (Rheingau), um distrito de Eltville am Rhein, e começou a jogar handebol aos cinco anos em sua cidade natal, no TG Eltville. Na juventude D ele se juntou ao TuS Dotzheim. Três anos depois, Golla mudou-se para o SG Wallau, onde também atuou por três temporadas. Golla então se juntou ao HSG VfR/Eintracht Wiesbaden, pelo qual jogou na A-Youth Bundesliga. Golla, de 1,95 m de altura, jogou pelo MT Melsungen desde 2015. Ele inicialmente jogou na Bundesliga juvenil pelo MT Talents, mas ao mesmo tempo treinou com Michael Roth na Bundesliga. Aqui ele também chegou à seleção nacional júnior. Em 2016 estreou-se na equipa MT Melsungen Bundesliga.
No final de 2017 foi anunciado que Golla não iria prorrogar seu contrato com o Melsungen. Ele está sob contrato com o SG Flensburg-Handewitt desde a temporada 2018/19. Com o SG Flensburg-Handewitt ele venceu o campeonato alemão em 2019. Em 2020 e 2021 foi vice-campeão com os alemães do norte. Em 2024 venceu a Liga Europeia da EHF com o SG.

### Carreira internacional
Golla sagrou-se vice-campeão europeu com a equipe júnior em 2016. No Campeonato Mundial Sub-21 de Handebol de 2017, na Argélia, os juniores alemães perderam por 22:23 para a França na disputa pelo terceiro lugar e ficaram em 4º lugar. Golla fez sua estreia internacional pela seleção alemã em 9 de março de 2019.
Ele fez parte do elenco de 17 jogadores para o Campeonato Europeu de 2020 e fez sua primeira aparição no jogo da rodada principal contra a Bielo-Rússia. Com a seleção alemã chegou às quartas de final dos Jogos Olímpicos de Tóquio.
Golla é capitão da seleção alemã de handebol desde 2 de novembro de 2021. No Campeonato Europeu de 2022, Golla foi o melhor arremessador da seleção alemã com 28 gols em sete jogos. Além disso, ele foi eleito para o time All-Star do torneio como o melhor corredor circular.
Alcançou o quinto lugar com a seleção nacional na Copa do Mundo de 2023 e o quarto lugar no Europeu de 2024. Nos Jogos Olímpicos de Verão de 2024, em Paris, conquistou a medalha de prata no torneio masculino do handebol, após confronto na final contra a equipe dinamarquesa.